# Čížovky
Čížovky jsou malá vesnice, část obce Petkovy v okrese Mladá Boleslav. Nachází se jeden kilometr jižně od Petkov. Vesnicí protéká Křešovský potok a vede jí silnice II/280. Čížovky leží v katastrálním území Petkovy o výměře 5,6 km².

## Historie
První písemná zmínka o vesnici pochází z roku 1382.

## Další fotografie

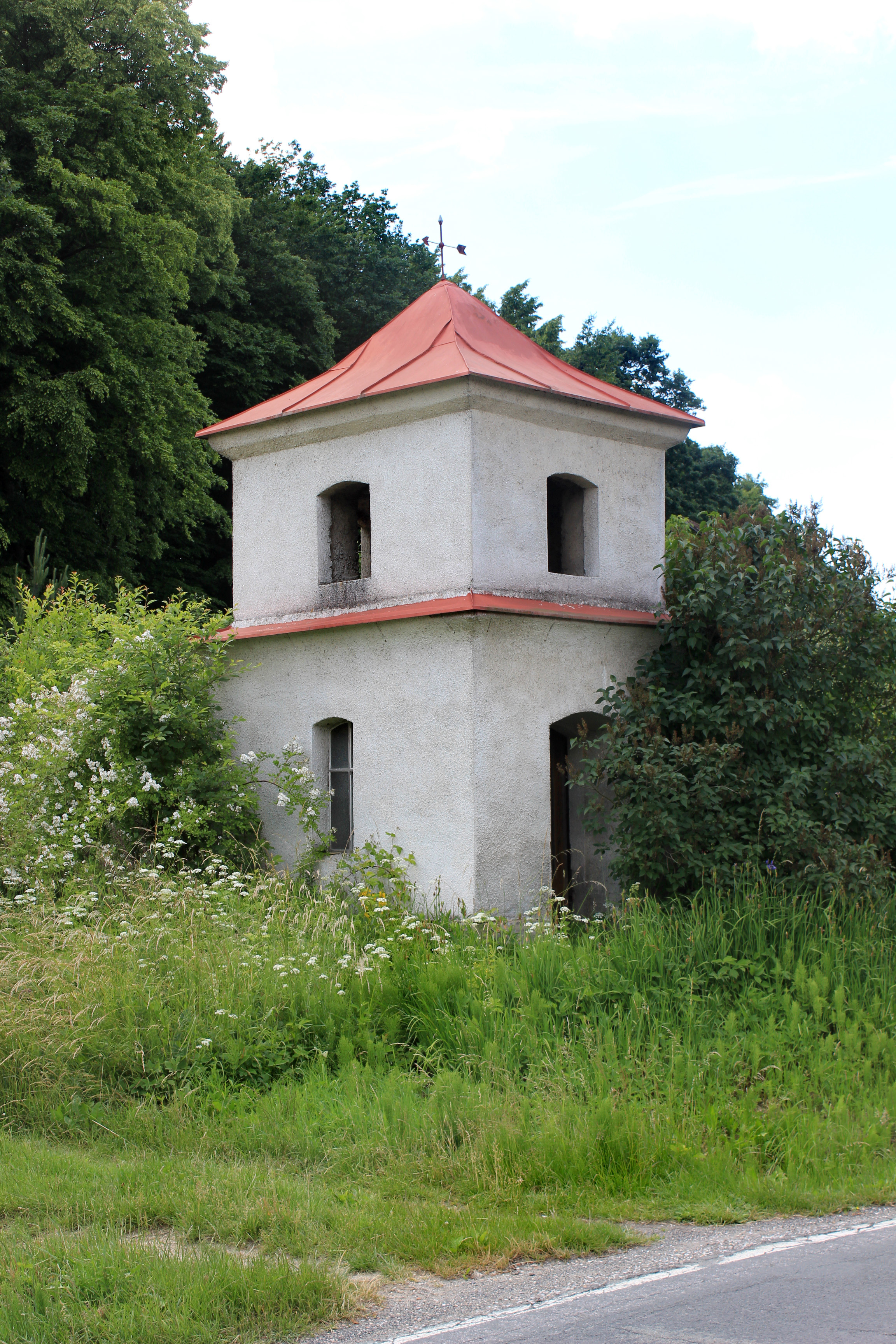
Zarostlá kaple
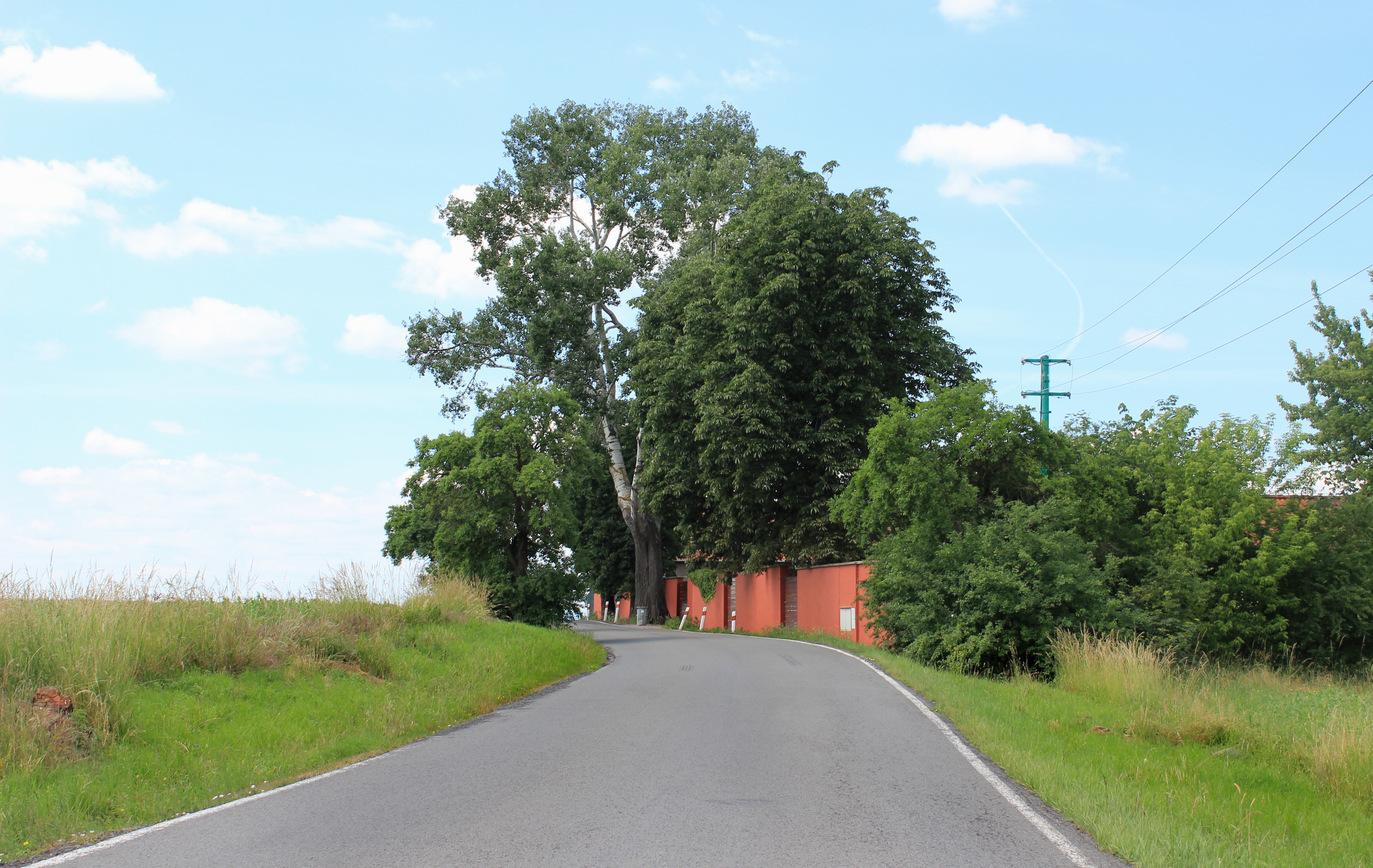
Samota v západní části vesnice
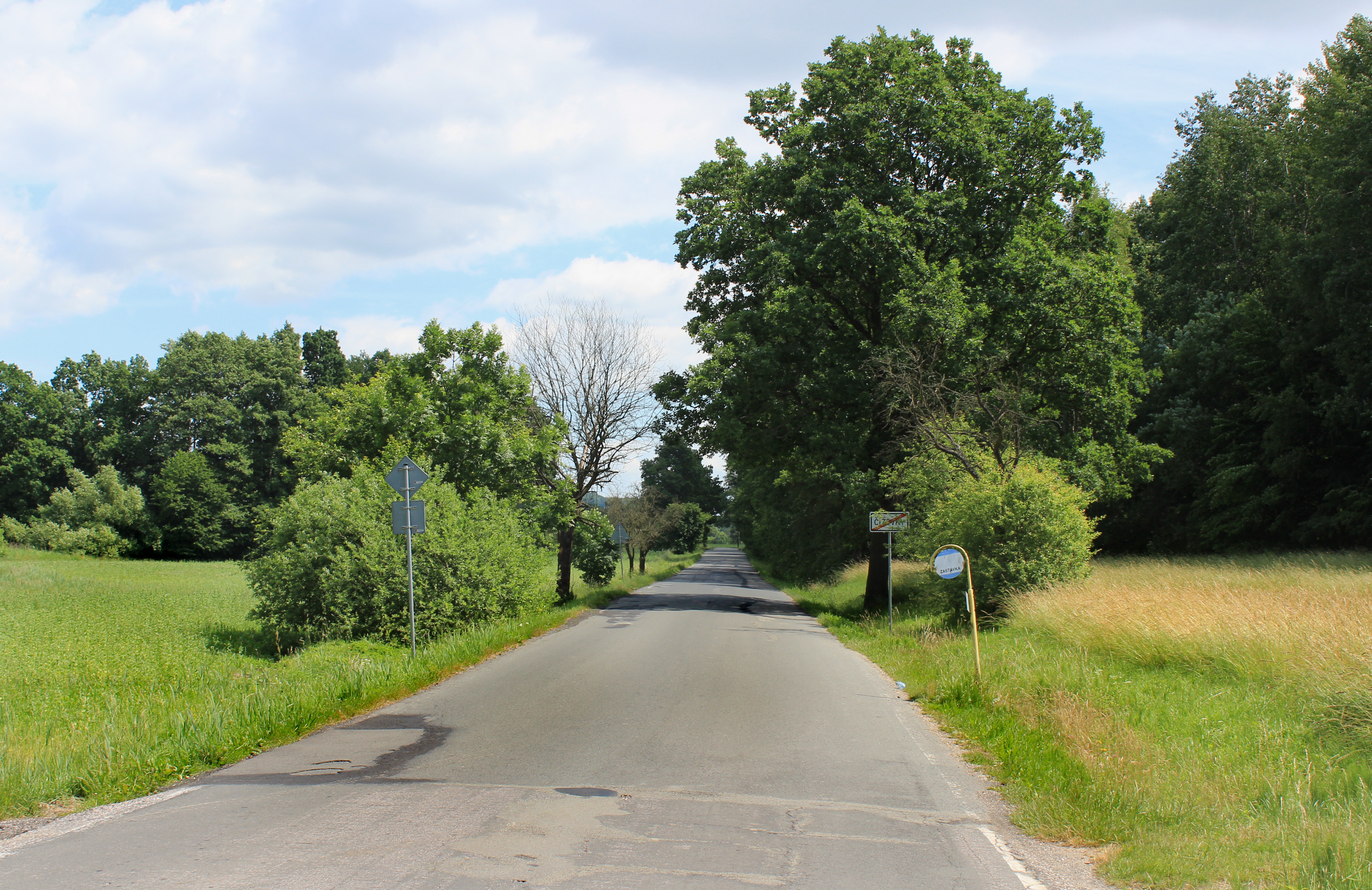
Cesta na východ k Domousnicím